# 나나호촌 (미에현)
나나호촌(七保村)은 미에현 와타라이군에 있던 촌이다. 현재의 다이키정에 해당한다.

## 역사
- 1889년 4월 1일 - 정촌제 시행에 의해 와타라이군 나나호촌이 성립하였다.
- 1956년 9월 30일 - 다키하라정과 합병해 오미야정이 성립하여, 동일 나나호촌은 폐지되었다.

## 참고문헌
- 가도카와 일본 지명 대사전 24 三重県